# Форт-Галифакс

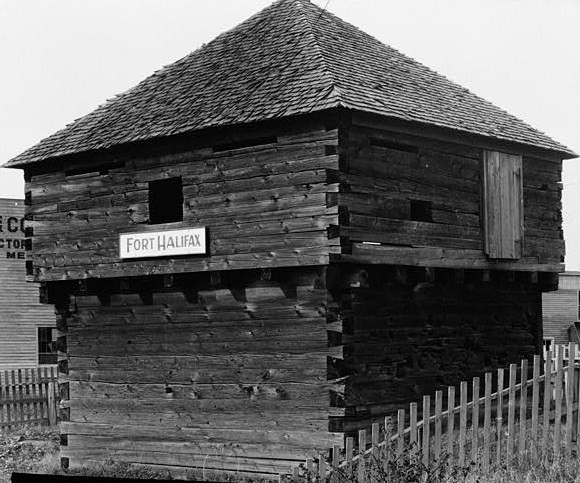

Форт-Галифакс (англ. Fort Halifax) — старейший из сохранившихся в США блокгаузов. С 1968 года включен в реестр национальных исторических памятников.
Форт был построен в 1754 году из брёвен на северном берегу реки Себастикук в Кеннебек для защиты английских поселенцев от французов из Квебека и их индейских союзников.
1 апреля 1987 года наводнение разрушило блокгауз, некоторые брёвна нашли за 60 км вниз по течению. Однако, вскоре строение было восстановлено на прежнем месте большей частью из оригинального материала.